# Cimenteries du Cameroun
Cimenteries du Cameroun, Abk. Cimencam (dt.: Zementwerke von Kamerun) ist ein kamerunisches Baustoff-Unternehmen. Die Gesellschaft ist eine Unternehmenstochter des französischen Konzerns Lafarge. Es produziert und vertreibt in Kamerun Zement, Granulate und Fertig-Beton und betreibt drei Fabriken: ein Mahlwerk (Station de Broyage) in Bonabéri am Ufer des Flusses Wouri bei Douala, ein Zementwerk (cimenterie intégrée) in Figuil in der Region Nord und ein Betonwerk (centrale à béton) in Olembé in der Region Centre.

## Geschichte
Das Unternehmen wurde 1963 gegründet. 1985 beteiligte sich Lafarge an dem Unternehmen.
2013 erzielte Cimencam einen Umsatz von 85 miard. CFA-Francs.

## Unternehmensführung

### Mitglieder der Unternehmensleitung
- Directeur général: Xavier Legrand[3]
- Directeur général adjoint (Stellvertretender Generaldirektor): Noé Ikoue
- Directeur financier et comptable (Finanzdirektor): Yannick Hoarau
- Directeur des ventes (Verkaufsleiter): Jean-Claude Ndong
- Directrice des ressources humaines (Personalchef): Ebénézérine Moudio
- Directeur de l’usine de Figuil (Standortleiter Figuil): Pierre-Paul Mbarga
- Directeur de l’usine de Bonabéri (Standortleiter Bonabéri): Mohammed Lemnour
- Directeur Supply Chain (Leiter der Lieferkette): Guy-Landry Njikam[4]

### Weitere Personen
- Célestine Ketcha Courtès